# Église de la Très-Sainte-Trinité de Strasbourg
L'église de la Très Sainte Trinité est une église catholique située rue de Boston dans le quartier de Esplanade à Strasbourg, au nord du parc de la Citadelle.

## Histoire
La construction de l'église s'inscrit dans le cadre de l'urbanisation du quartier de l'Esplanade au cours des années 1960. La paroisse de la Très Sainte Trinité est créée le 1er septembre 1962 tandis que la première pierre de l'édifice est posée le 20 juin 1965. L'église est consacrée le 5 juin 1966 par Monseigneur Weber, archevêque de Strasbourg.
Haute de 18 mètres, large de 16 mètres et longue de 36 mètres, elle a été construite selon les plans des architectes Joseph Belmont et Jean Dick.
L'église comporte un « mur-lumière », constitué de quinze panneaux, réalisé par le maitre verrier François Chapuis. La nef accueille également une reproduction de la Trinité du peintre russe Andreï Roublev ainsi que des orants sculptés par l'artiste Gaby Kret.
Depuis 2008, elle fait partie de la communauté de paroisses de l'Esplanade avec l'église du Christ Ressuscité.